# Vanda bidupensis
Vanda bidupensis är en orkidéart som beskrevs av Leonid Vladimirovitj Averjanov och Eric Alston Christenson. Vanda bidupensis ingår i släktet Vanda och familjen orkidéer.
Artens utbredningsområde är Vietnam. Inga underarter finns listade i Catalogue of Life.